# Артюш Гомцян
Артюш Гомцян (7 вересня 1998) — грузинський боксер, чемпіон Європи серед аматорів.

## Аматорська кар'єра
На Європейських іграх 2019 переміг двох суперників, а у чвертьфіналі програв Шарафа Раману (Німеччина).
На чемпіонаті світу 2021 програв у першому бою Едгарасу Скурделісу (Литва).
На чемпіонаті Європи 2022 став чемпіоном.
- В 1/8 фіналу переміг Джанлуку Руссо (Італія) — 4-0
- У чвертьфіналі переміг Джона Пол Гейла (Ірландія) — 4-1
- У півфіналі переміг Роланда Вереса (Угорщина) — 5-0
- У фіналі переміг Хосе Кілеса (Іспанія) — 3-2

На чемпіонаті світу 2023 програв у другому бою Ендрю Чилата (Замбія).
На Європейських іграх 2023 програв у другому бою Хосе Кілесу (Іспанія).